# Vine
Vine va ser una aplicació de telèfon mòbil per crear, publicar i compartir vídeos curts en forma de reproducció en bucle creada per Dom Hofmann i Rus Yusupov l'any 2012.

## Història
L'octubre d'aquest mateix any Twitter va adquirir-la invertint-hi prop de 30 milions de dòlars. En pocs mesos, Vine va convertir-se en l'aplicació de vídeos compartits més utilitzada dins del mercat. A abril del 2013, Vine va convertir-se en l'aplicació gratis més descarregada dins l'Apple Store. L'1 de maig de 2014, Vine va llançar la versió web de l'aplicació. El 14 d'octubre de 2014, una versió per Xbox One va ser publicada, aquesta permetia els usuaris de Xbox Live veure els videos en bucle.
El juliol de 2014, Vine va actualitzar una aplicació amb un “comptador de bucles”. Aquesta funció indicava les vegades que un vídeo era reproduït.
L'agost de 2015, Vine introdueix Vine Music, amb la funció “Snap to Beat” que creava vídeos en bucle coordinats de manera molt precisa amb la música.
Els vídeos eren inicialment d'una durada màxima de 7 segons, tot i que la durada es va ampliar fins als 140 segons el 2016. Podien ser compartits a través de la xarxa social del propi Vine o mitjançant Facebook, Twitter i la resta. En un inici, Vine va ser creada pel sistema operatiu iOS, encara que de seguida es va configurar per a Android i per la plataforma Windows Phone. Funciona en més de vint-i-sis idiomes diferents.

### Discontinuïtat del servei de Vine
El 27 d'octubre de 2016, la plataforma de microvideos va anunciar que deixava de desenvolupar l'aplicació per a mòbils i impedia tornar a pujar videos a la xarxa social Vine, encara que es va seguir permetent la descàrrega i visionat fins al seu tancament parcial, el 17 de gener de 2017. Aquest mateix dia, l'aplicació va ser reanomenada com Vine Camera, es va permetre pujar Vines a la xarxa Twitter, però ja no proporcionava emmagatzematge de hosting en la seva web matriu. La rebuda de Vine Camera va ser molt pobre tan a Android com a iOs App. El 20 de gener de 2017, Twitter va llançar un arxiu a Internet amb tots els vídeos de Vine, permetent la visualització dels vídeos ja filmats dins de l'aplicació de Vine.

## Origen
El seu nom prové de vinyeta, originalment denominada així a les "curtes escenes impressionistes", i el nom d'un filtre de fotografia ofert per Twitter. Vine, a més, va ser considerada com una aplicació semblant a Instagram, però per a vídeos solament. Kevin Systrom, cofundador de Instagram, va declarar que, de fet, l'aplicació "és el mateix Instagram que coneixem però en moviment". D'altra banda, els creadors de la pròpia aplicació admetien a la seva web oficial que tant Twitter com Vine “comparteixen valors i objectius similars”, i que “restringir les creacions inspira creativitat, sigui en un tuit de 140 caràcters o en un vídeo de set segons”.

## Característiques i funcionament
Tal com el defineixen els seus creadors, Vine “ofereix les accions bàsiques i necessàries perquè puguem veure i compartir la vida en moviment”. El registre d'usuaris pot fer-se mitjançant el correu electrònic o a través del propi compte de Twitter.
L'aplicació permet crear vídeos sonors, fàcils i senzills de reproducció automàtica. A més, disposa de diversos apartats amb els quals l'usuari pot interactuar, com l'espai Explora que recopila alguns dels vines més populars i vistos per la xarxa i ofereix les tendències actuals en forma de hashtags, de la mateixa manera que a Twitter. Així, cada usuari pot explorar i descobrir vídeos d'altres usuaris, compartir-los i comentar-los segons cregui convenient. Per altra banda, presenta la funció de Cerca d'amistats, fent possible trobar aquelles persones que l'usuari coneix. Gràcies a la seva opció de ”Compartir”, Vine dona l'oportunitat d'adjuntar els vídeos creats en d'altres webs o blogs.
Els vines, tal com s'anomena als vídeos, poden gravar-se tant des de la càmera frontal del mòbil com des de la posterior i solament mentre no es deixi de prémer la pantalla, d'una manera semblant a la que actualment Instagram utilitza pels seus ''Instagram Stories''. És així com els usuaris poden crear efectes varis en els seus vídeos. El més freqüentment emprat és el que es denomina com stopmotion, de manera que tal com indica el seu nom en anglès, que consisteix en l'animació fotograma per fotograma. A més, es va incloure un apartat de missatgeria instantània, el Vine Messages, amb la qual es pot dur a terme una conversa o xat entre dues persones de forma privada, ja sigui en forma de text o amb els propis vines.
El canvi més recent que s'ha produït a Vine, ja sota la tutela de Twitter, fou en la seva darrera actualització, l'1 de juliol de 2014. S'afegí un comptador a cada vídeo per saber quants loops tenia aquest. És a dir, les vegades que ha estat reproduït, ja sigui individualment o en forma de bucle. Per trobar-lo, cal anar a la part superior dreta del vine i fixar-se en la xifra que hi ha: augmenta en directe conforma la gent va veient-lo més i més vegades. D'altra banda, també hi ha un comptador general en els perfils de cada usuari. En aquest cas, suma les reproduccions totals de tots els vines que ha creat un compte determinat.
Com a xarxa social que és, Vine admet els esments. Aquestes són en forma d'etiquetes en les quals cites a persones i amics perquè formin part de la teva publicació.

## Polèmica, recepció i ús
Poc temps després del seu llançament, es començaren a distribuir vídeos de contingut pornogràfic al servei de Vine. Més tard, va aparèixer un vine amb contingut pornogràfic explícit a la pàgina principal ''Eleccions de l'editor''. Encara que l'empresa no va tardar a demanar disculpes, al·ludint que els vídeos havia estat causat per errors humans, la polèmica ja va estar servida. A més, van emfatitzar que els usuaris podien denunciar i reportar aquells vines que creien inadequats, de manera que sols aquells usuaris que accepten l'advertència abans de veure el vídeo podien accedir a ell. Vine implementà una política de censura que dotava a l'empresa d'eliminar aquells vídeos que vulneren o no compleixen la normativa establerta. Amb tot, Twitter no prohibeix la pornografia explícitament, de manera que els límits no són encara del tot clars sobre quins vines són pertinents i quins no ho són.
La creació d'aquesta aplicació va tenir una bona rebuda en l'àmbit dels negocis. Dunkin' Donuts, per exemple, fou una de les primeres companyies en utilitzar un vine sencer com a anunci televisiu. També és aquest el cas de Samsung, Adidas, Oreo o Intel Corporation. La simplicitat de la seva tècnica alhora de transmetre missatges és ''una clau per a l'èxit'' en campanya publicitària, argumenten diferents fonts d'aquestes empreses.

## Vine Kids
El gener de 2015, Vine va llançar l'aplicació Vine Kids, dissenyada específicament per a infants.

## Després de la clausura

### Creadors
Després de tancar l'aplicació el gener de 2017, tots els creadors que pujaven el contingut a Vine es van quedar sense una plataforma on poder compartir els seus vídeos, i els milions de fans que els seguien es van quedar sense aquest contingut. La nova plataforma on aquests creadors van seguir amb el seu contingut va ser YouTube. No només va canviar la plataforma sinó també el format dels seus vídeos, van passar dels 6 segons a una limitació que arribava a hores.
La popularitat d'aquests nous creadors va augmentar en pocs mesos, i aquests nous YouTubers es van convertir en la sensació de 2017. Les crítiques d'aquesta “Invasió de Viners” es van començar a generar entre els YouTubers més veterans. Tan fos per la gran audiència que aquests havien creat en poc temps, per la diferència que tenia el seu contingut amb el dels YouTubers tradicionals o per la gran ajuda en publicitat que van rebre des de YouTube i Google.
Els canals de Logan Paul i Jake Paul (dos germans que es van fer famosos dins la plataforma Vine) tenen els seus canals de YouTube entre els 100 amb més subscriptors.

### Contingut
Amb la clausura de Vine, Twitter va publicar tots els vídeos que hi havia dins d'aquesta plataforma a Vine.co. D'aquesta manera els usuaris podrien accedir a aquests. La conseqüència d'aquesta clausura va causar un sentiment de nostàlgia dels usuaris i una necessitat de recopilar aquells vines que tant d'entreteniment els haurien donat. Amb l'accés a tot el contingut i aquesta necessitat van aparèixer les conegudes “Compilacions de Vines”.
Les Compilacions van començar a aparèixer a les xarxes socials en un format de vídeo on s'anaven visualitzant un vine darrere un altre. Com que els usuaris escollien aquells vídeos de 7 segons que més els van entretenir, la imatge que ha quedat de Vine és representada amb el millor contingut que tenia la plataforma. L'espai on aquests considerats mixtapes del contingut de Vine –perquè aquests es barregen per una persona que no té l'autoria d'aquest contingut-, van acabar a la plataforma de vídeos per antonomàsia, YouTube. Amb el temps les compilacions s'han convertit en un dels apartats més importants de la plataforma de YouTube.
Aquestes compilacions han impactat tant en la cultura d'avui en dia que els vines individuals que han sigut recopilats, han desenvolupat una iconocitat pròpia. La generació dels anomenats millennials trobarà sentit en dir en veu alta una de les frases que s'anomenen en aquests vídeos i aquesta podrà ser entesa per algú que conegui el context d'aquest vídeo.

## Creadors destacats
A continuació trobem una lista amb alguns dels "viners" més coneguts degut a la gran popularidat dels seus perfils a la plataforma:
- Nash Grier: Personalitat d'internet nord-americana. El seu compte en la plataforma, on realitzava clips còmics, comptava amb més d'onze millions de seguidors.
- Andrew Bachelor (conegut com a KingBach): Actor, comediant i personalitat d'internet canadenc. El seu compte també tenia onze milions de seguidors.[20]
- Brittany Furlan: Personalitat d'internet americana que comptava amb més de vuit milions de seguidors al seu compte, convertit-se així en la dona més seguida de la plataforma. Va guanyar el premi al Millor Viner dels Premis MTV del 2013.
- Jérôme Jarre: Creador i empresari francès. El seu compte tenia també més de vuit milions de seguidors.[21]
- Lele Pons: Celebritat d'internet, ballarina i actriu veneçolana criada a Miami, Florida. El seu perfil de Vine, on pujava vídeos d'humor va arribar als set milions de seguidors.
- Rudy Mancuso: Celebritat d'internet, actor, comediant i músic americà d'origen italià i brasiler. El seu perfil comptava amb més de set milions de seguidors.[22]
- Jake i Paul Logan: Germans actors i celebritats d'internet americans. Junts sumaven més de 20 milions de seguidors a la plataforma.[23][24]